# C/1857 M1
Komet Klinkerfues ali C/1857 M1 je neperiodični komet, ki ga je 23. junija 1857 odkril nemški astronom Ernst Friedrich Wilhelm Klinkerfues (1827 – 1884)..

## Lastnosti
Njegova tirnica je bila parabolična. Soncu se je najbolj približal 18. julija 1857 , 
ko je bil na razdalji okoli 0,4 a.e. od Sonca.